# アリス・ミリア

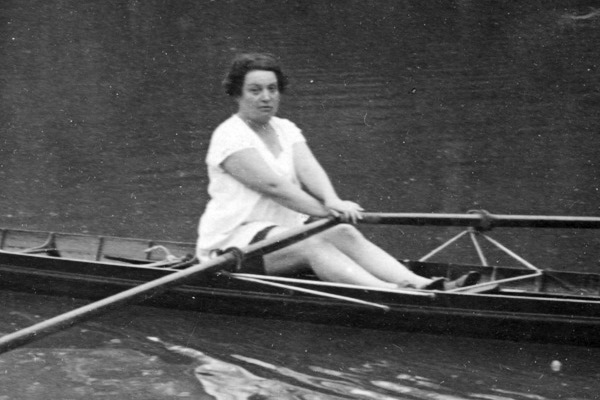
アリス・ミリア

アリス・ミリア（フランス語: Alice Milliat, 1884年5月5日 - 1957年5月19日）は、フランス人のフェミニスト。1921年、国際女子スポーツ連盟（略称：FSFI）を組織し、女子陸上競技の国際規則策定、近代オリンピックへの参入に尽力した。
1884年、ナントに生まれる。若い頃の経歴は詳しくわかっていない。つましい家庭に育ち教師となった後、ロンドンに渡る。1904年、商社勤めのジョセフ・ミリアと結婚。夫の死後フランスに戻り会計士、翻訳家、会社の重役を務めた。ボートレース・ホッケー・サッカーを好んだ。最初期の女子スポーツクラブである「フェミナ・スポーツ」を経て、1917年、フランス女子スポーツ連盟（略称：FFSF）を設立する。1919年、国際オリンピック委員会（IOC）に向けオリンピックへの女子陸上競技の参加を強く求めるが拒否されると、1921年にはイギリス・スペイン・チェコスロバキア・イタリア・アメリカの代表とともにFSFIを創設。同年3月24日から3月31日にかけて、フランス、イタリア、ノルウェー、スイス、イギリスの5ヶ国の参加者から成る第1回モンテカルロ女子オリンピックを開催した。この大会は、隣町ボーソレイユの市長、カミーユ・ブランの協力を得て開催された。ブランは、モナコ海運協会（Société des Bains de Mer de Monaco）の会長であり、モナコ国際スポーツクラブの理事でもあった。
その後国際陸上競技連盟（IAAF）・IOCとの折衝、国際女子競技大会の開催などの運動が実を結び、1928年、アムステルダムオリンピックで5種目ながら女子陸上競技が採用された。しかし競技種目の拡大には強く抵抗され、1936年、IAAFによって女子陸上競技の管理運営が統括されると、FSFIは実質的に消滅。彼女自身もスポーツの世界から姿を消した。1957年、パリで死去。ナントのサン・ジャック霊園にある墓標にはその功績を示す墓碑銘は一切ない。